# OK-Klubben
OK-Klubben (Omsorgs-Klubben) blev startet 8. oktober 1967 på Frederiksberg  af Arne Ginge og Thea Brank.
OK-organisationens formål er, på upolitisk grundlag at støtte og udføre arbejde indenfor ældregruppen, bl.a. med grundlag i frivilligt socialt arbejde og virksomhed, der kan supplere dette arbejde med henblik på at forbedre de ældres forhold og livskvalitet.
Aktiviteterne startede i et nedlagt ismejeri på Finsensvej på Frederiksberg, men efter få år var medlemstallet øget så meget, at man måtte finde et nyt sted.
Det blev  Allégade 2, i de gamle lokaler til restaurant La Ronde  på hjørnet af Allégade og Frederiksberg Allé.
Mødestedet for alle over 60 år, men alle er velkomne.
Januar 2008 findes der 40 OK-Klubber i hele landet.
Protektor for OK-Klubberne er Hendes Kgl. Højhed Prinsesse Benedikte.

## Ekstern henvisning
- OK Klubberne i Danmark
- OK-Fonden